# Bosco Mann

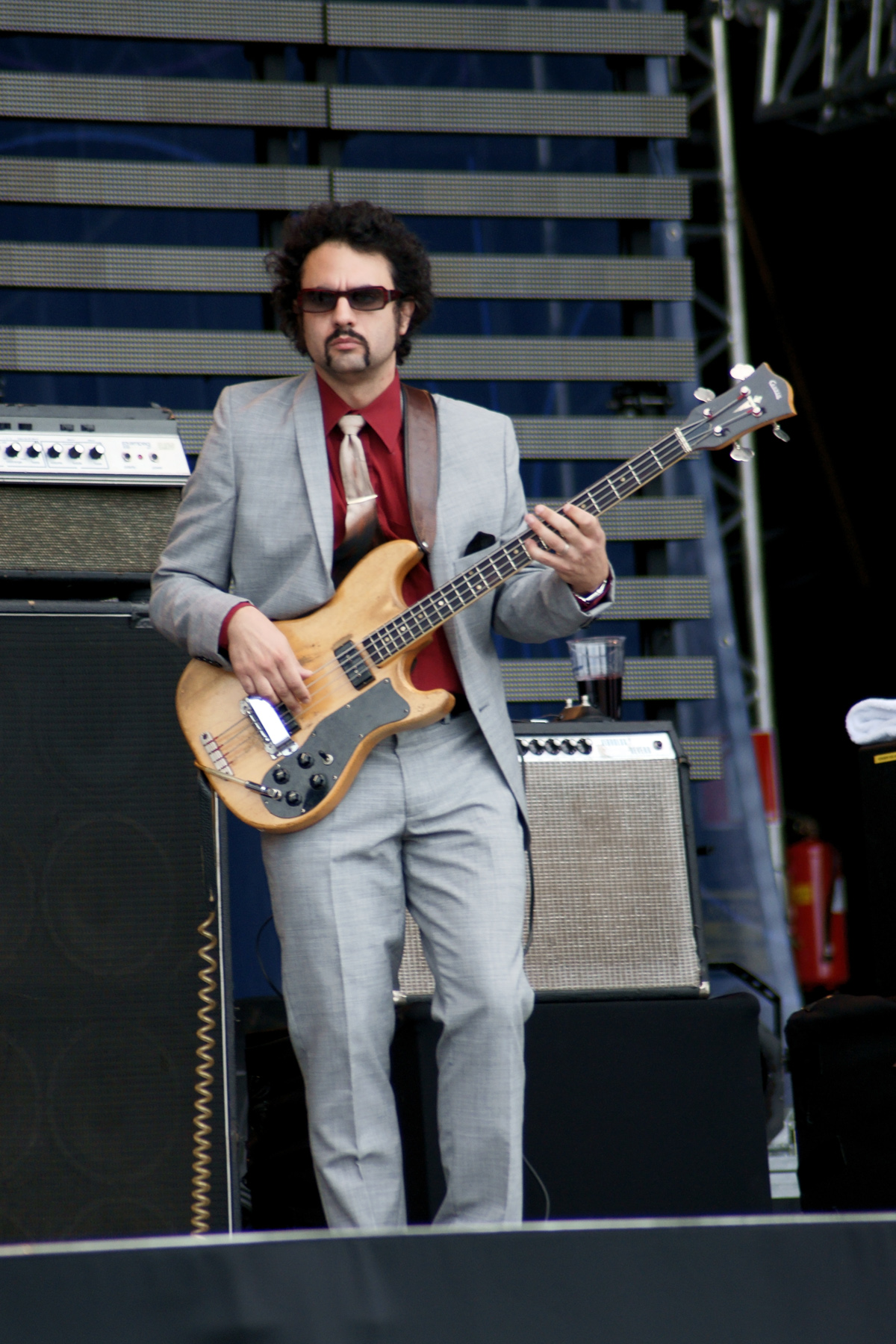
Bosco Mann bij een concert met de Dap-Kings op Pori Jazz in 2010

Gabriel Alexander Roth (Riverside, 1974), beter bekend als Bosco Mann, is een Amerikaans muzikant, songschrijver, producer en platenbaas. Hij is bekend geworden als bassist van Sharon Jones & The Dap-Kings en is de oprichter van het Daptone-label; daarnaast runt hij in zijn geboorteplaats de Penrose Studios.

## Biografie
Roth is de zoon van advocaten die zich bezighielden met zaken betreffende burgerrechten en discriminatie; hij heeft een twee jaar oudere zus, Samra. Roth wilde eigenlijk wiskundeleraar worden, en dacht geen seconde aan een carrière in de muziek; door toeval is hij toch in bands gaan spelen.
Begin jaren 90 verhuisde hij voor zijn studie naar New York en begon samen met platenverzamelaar Phillipe Lehman het Desco-label. Roth schreef, speelde en produceerde nummers voor Antibalas en andere Desco-acts; hij deed dit onder pseudoniemen als Bill Ravi Harris, Mike Jackson en Clement Apaokagi. Nadat Desco ter ziele begon Roth in 2001 Daptone; samen met saxofonist Neil Sugarman. Tegelijkertijd richtten ze de Dap-Kings op; als huisband en als begeleidingsband van Sharon Jones (1956-2016). 
Roth, groot voorstander van analoge opnametechnieken, kreeg in 2002 een auto-ongeluk waaraan hij ernstige oogverwondingen overhield; vandaar dat hij meestal een zonnebril draagt. Als producer en technicus heeft Roth Grammy Awards gewonnen; in 2008 voor Back to Black van Amy Winehouse dat in de Daptone-studio werd opgenomen met de Dap-Kings, en in 2012 voor The Road From Memphis van Booker T. Jones.
Na het overlijden van Jones besloten de Dap-Kings geen nieuwe zangeres te zoeken en zich weer op sessiewerk te richten. Roth was inmiddels teruggekeerd naar Californië alwaar hij het subalabel Penrose (vernoemd naar zijn twee dochters) begon. 
- Bibliothèque nationale de France: cb162747251 (data)
- International Standard Name Identifier: 0000 0003 7248 7439
- Library of Congress Control Number: no2016061445
- MusicBrainz: 8f08eb4f-873e-4d63-8271-fa7a5563c2d1
- Virtual International Authority File: 170138239
- WorldCat: E39PBJyrQdD9m4yC3V7kHjHDMP